# Яхонтовы
Яхонтовы — древний дворянский род, из Тверских бояр.
При подаче документов (1686) для внесения рода в Бархатную книгу, была предоставлена родословная роспись Яхонтовых.

## Происхождение и история рода
Ветвь рода Левашовых. Предок рода  Христофор-Карл Дол, а в святом крещении Василий, выехал из Немец     (Лифляндии) в Псков, а оттуда в Тверь к великому князю Александру Михайловичу Тверскому и служил в боярах и жалован вотчинами, городом Гдовом. Правнук сего Дола, Александр Викулович Леваш, имел сыновей: бояр Константина и Никиту. У Константина было семь сыновей, в том числе Андрей Константинович по прозванию Свеча и Ивана Константиновича по прозванию Яхант. От первого пошли Свечины, а от последнего Яхонтовы.
Однородцами рода являются дворянские роды: Ивачовы, Левашовы, Сакмышевы, Свечины, Сиротины, Туровы.
Иван Яхонтов упомянут в царской жалованной грамоте (1549). Никита Яхонтов описывал Арзамасский уезд (1575). Иван Никитич Яхонтов погиб в битве с татарами и черкесами (30 апреля 1643).

## Описание герба
Щит полупересечен и рассечён. В правых червлёной и золотой частях стоящий коронованный лев, обращенный вправо, его верхняя половина золотая, нижняя натурального цвета. В левой серебряной части волнообразная лазуревая перевязь влево.
На щите дворянский коронованный шлем. Нашлемник: чёрные орлиные сложенные крылья. Намёт на щите червлёный, подложенный золотом.

## Известные представители
- Яхонтов Иван Давыдович — стольник патриарха Филарета (1629), московский дворянин (1636—1658).
- Яхонтов Фёдор Давыдович — патриарший стольник (1629), московский дворянин (1636—1677).
- Яхонтов Григорий Юрьевич — московский дворянин (1636—1640).
- Яхонтов Артемий Иванович — стряпчий (1658—1676),  стольник (1676—1692).
- Яхонтов Яков Абрамович — воевода в Касимове (1668).
- Яхонтовы: Степан Александрович, Афанасий Савватеевич — московские дворяне (1676—1692).
- Яхонтовы: Пётр Иванович, Григорий и Борис Фёдоровичи — стряпчие (1692)[7][8]

## Породненные роды
- Богомольцы